# Döswitz
Döswitz ist ein Gemeindeteil der Stadt Schnaittenbach im Landkreis Amberg-Sulzbach in der Oberpfalz in Bayern.

## Geschichte
Am 1. Mai 1978 wurde die Gemeinde Kemnath am Buchberg, zu der das Dorf Döswitz gehörte, in die Stadt Schnaittenbach eingegliedert.

## Verkehr
Döswitz liegt an der Kreisstraße AS 32 zwischen Kemnath am Buchberg und der Landkreisgrenze zwischen dem Landkreis Amberg-Sulzbach und dem Landkreis Schwandorf. Von Kemnath am Buchberg sind es nur wenige hundert Meter bis Döswitz.
An den öffentlichen Nahverkehr ist Döswitz über zwei Buslinien angebunden. Dabei handelt es sich zum einen um die Linie 44 der RBO zwischen Neuersdorf und Nabburg über Schnaittenbach (VGN-Linie 444) und zum anderen um die Linie 74 der RBO zwischen Götzendorf oder Mertenberg und Schnaittenbach.
Die nächstgelegenen Bahnhöfe befinden sich in Wernberg-Köblitz (10 km), Nabburg (11 km) und in Amberg (20 km).